# Pandemia di COVID-19 in Florida
I primi casi della pandemia di COVID-19 in Florida, negli Stati Uniti d'America, sono stati confermati il 1º marzo 2020.

## Cronologia

### Marzo

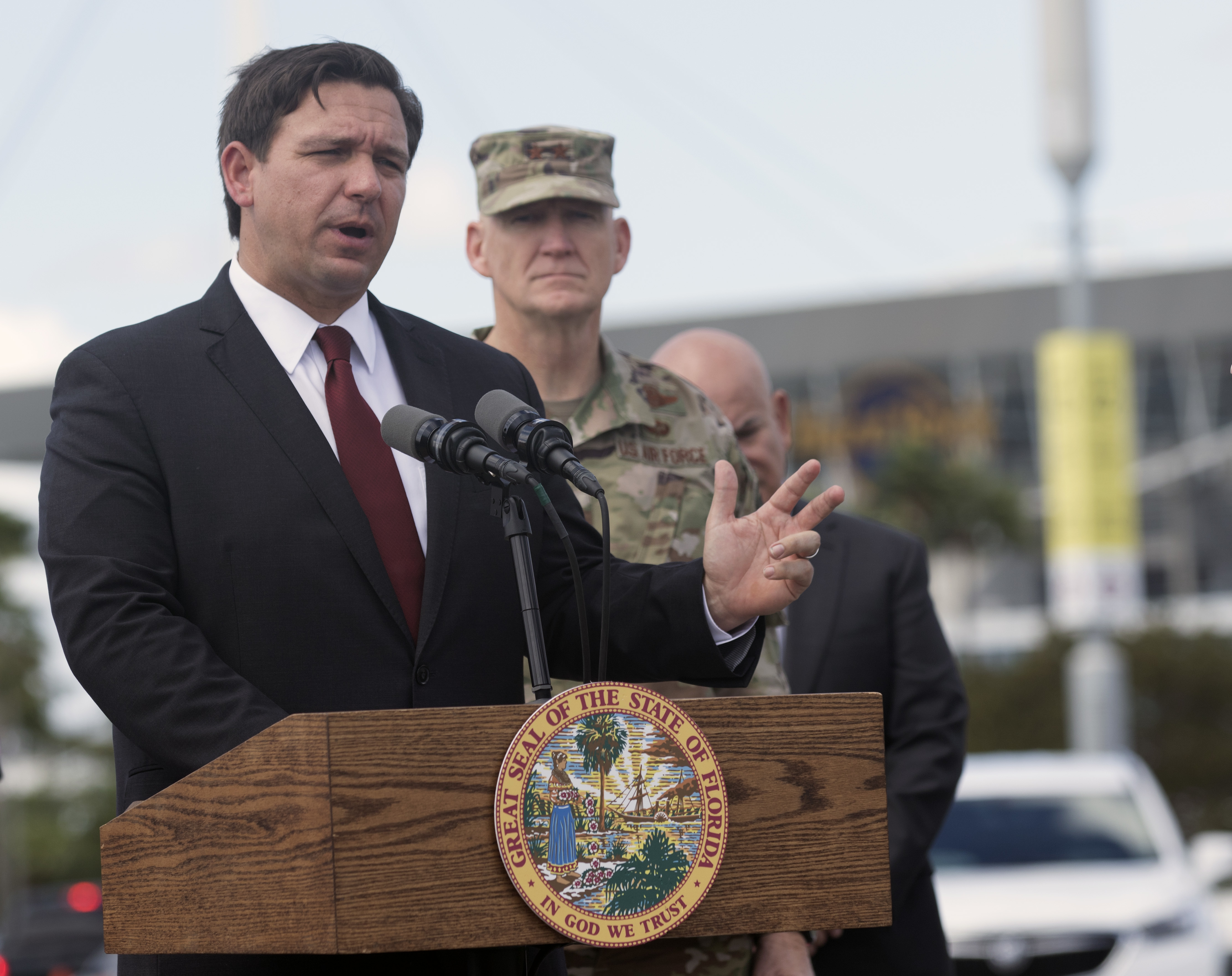
Il governatore della Florida Ron DeSantis si rivolge alle truppe e ai media presso il sito di test basato sulla comunità all'Hard Rock Stadium di Miami Gardens.

Il 1º marzo la Florida è diventata il settimo stato a confermare i suoi primi casi COVID-19: uno nella contea di Manatee e uno nella contea di Hillsborough con una donna che era appena tornata dall'Italia.
Il 7 marzo sono stati registrati i primi due decessi in Florida, i defunti erano residenti nelle contee di Santa Rosa e Lee.
Il 9 marzo, i membri della Camera dei rappresentanti della Florida hanno annunciato che cinque membri hanno partecipato a una conferenza con partecipanti infettati da COVID-19 e il governatore Ron DeSantis ha dichiarato lo stato di emergenza. Il 9 marzo hanno annunciato nove nuovi casi, con un totale di casi da 14 a 23, Princess Cruises ha completato una fermata programmata della nave da crociera Caribbean Princess a Grand Cayman dopo che è stato scoperto che due dei suoi membri dell'equipaggio si erano recentemente trasferiti dalla Grand Princess in California. Alla nave da crociera è stato ordinato di ancorare al largo della costa di Fort Lauderdale, mentre i suoi passeggeri e l'equipaggio potranno svolgere test per il coronavirus. Inoltre, ad una quarta nave da crociera di Princess Cruises, la Regal Princess, è stato assegnato a un "no-sail order" al largo della Florida dopo che è stato scoperto che due dei suoi membri dell'equipaggio si erano recentemente trasferiti da Grand Princess.

### Aprile

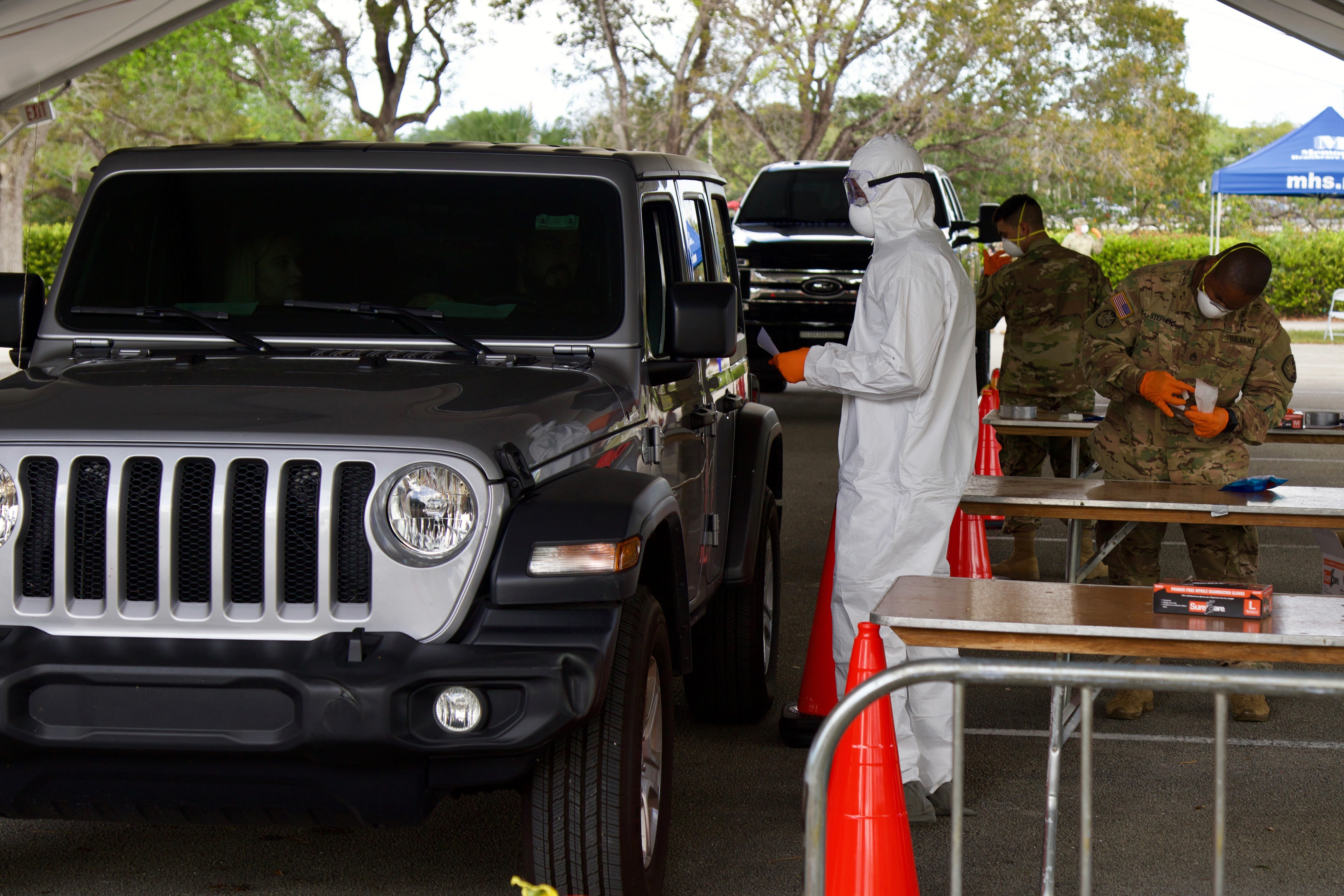
Svolgimento di test-drive da parte della Guardia Nazionale della Florida.

Il 1º aprile, il governatore Ron DeSantis ha emesso un ordine statale di soggiorno a casa dopo le crescenti pressioni in tal senso.
Il 17 aprile il governatore DeSantis consente ad alcune spiagge della Florida di riaprire se vengono mantenute in sicurezza, 11 ma il giorno successivo è stato annunciato che le scuole sarebbero state chiuse per il resto del semestre.
Il 20 aprile il Dipartimento per le opportunità economiche della Florida ha pubblicato un dashboard che mostrava che nell'ultimo mese sono state presentate 1,5 milioni di richieste di sussidio di disoccupazione. La Guardia Nazionale degli Stati Uniti ha collaborato alla raccolta dei campioni di COVID-19 in una casa di cura statale per veterani a Pembroke Pines. Inoltre, hanno assistito in tutta la Florida a più di 50.000 test COVID-19 e numerose valutazioni negli aeroporti.
Il 21 aprile la contea di Flagler ha annunciato che le sue spiagge sarebbero state riaperte per l'esercizio fisico e la pesca, ma non per la socializzazione.

### Maggio
Il 18 maggio le contee di Broward e Miami-Dade sono entrate nella fase uno della riapertura.
Il 22 maggio la Miami Beach City Commission ha votato che a giugno 2020 gli hotel e le spiagge di Miami-Dade riapriranno e aspetteranno che venga il 1º giugno 2020.

### Giugno
Il 1º giugno le Florida Keys hanno riaperto e hanno rimosso l'ostacolo.

## Risposta del governo statale
Il 1º marzo il governatore DeSantis ha dichiarato un'emergenza sanitaria pubblica nella contea di Manhattan e nella contea di Hillsborough dopo la conferma di due casi. Il 17 marzo ordinò la chiusura di 30 giorni di tutti i bar e le discoteche, prolungò la chiusura delle scuole fino al 15 aprile e annullò i test scolastici del governo.
Nella terza settimana dell'epidemia in Florida, DeSantis ha iniziato ad attirare critiche da parte dello stato per la sua lenta risposta all'epidemia, specialmente durante le vacanze di primavera per aver evitato la chiusura delle spiagge locali durante le vacanze. Il comitato di redazione del Miami Herald ha scritto un editoriale in cui condanna l'incapacità di DeSantis di chiedere aiuto al governo federale, mentre fa notare il suo forte sostegno per il presidente degli Stati Uniti Donald Trump. Si ipotizzava che la decisione di DenSantis di non bloccare lo stato fosse influenzata da interessi commerciali piuttosto che da esperti sanitari. Le lobby delle imprese, inclusa la Camera di commercio della Florida, hanno esortato il governatore a non prendere misure drastiche che potrebbero arrestare l'economia dello stato. Il 27 marzo, più di 900 operatori sanitari hanno chiesto a DeSantis di ordinare ai cittadini di tornare nelle loro case e adottare ulteriori misure per ridurre la diffusione del COVID-19. Una di queste lettere, scritta da medici per gli Stati Uniti, è stata firmata pochi giorni prima da 500 operatori sanitari.
Il 27 marzo DeSantis ha esteso l'ordine precedente richiedendo un'auto-quarantena di quattordici giorni per i passeggeri degli aerei provenienti da New York, compresi quelli che entrano nell'Internastate dalla Louisiana.
Il 30 marzo DeSantis ha emesso ordini di soggiorno per le contee della Florida meridionale Broadway, Miami-Dade, Palm Beach e Monroe, dove si concentrava il 58% dei casi di coronavirus dello stato. Ha affermato che l'ordine sarebbe rimasto in vigore almeno fino a metà maggio.
Il 1º aprile DeSantis, dopo aver incontrato il presidente, ha emesso un ordine di dimissioni di 30 giorni per l'intero stato. Ciò ha portato a critiche da parte degli esperti sulla necessità di misure più rigorose per controllare il virus.

## Impatto

### Commercio
Il 12 marzo Walt Disney Parks and Resorts ha annunciato che il Walt Disney World Resort sarebbe stato chiuso dal 15 marzo alla fine di maggio, dopodiché è stato annunciato che i parchi e i resort sarebbero stati chiusi a tempo indeterminato. Universal Parks and Resorts ha anche annunciato che Universal Orlando sarebbe stato chiuso dal 15 marzo almeno per la fine del mese, riferendo successivamente che il parco e il resort sarebbero rimasti chiusi fino al 19 aprile. Anche altri parchi a tema della Florida come Sea World Orlando, Legoland Florida e Bush Garden Tampa Bay hanno deciso di chiudere dal 13 marzo al 1º aprile.

### Università pubbliche
Il 10 marzo il prevosto Joseph Glover dell'Università della Florida ha inviato una raccomandazione ai professori dell'UF per trasferire le loro classi online. Il giorno successivo, l'UFC ha annunciato che tutte le sue lezioni del semestre primaverile sarebbero state trasferite online entro il lunedì successivo, e ha incoraggiato gli studenti a tornare in patria.
L'11 marzo l'Università statale della Florida ha annunciato che le lezioni sarebbero iniziate online dal 23 marzo al 5 aprile, con le lezioni individuali che dovrebbero riprendere il 6 aprile. Il consiglio dei rettori del sistema dell'Università statale della Florida ha ordinato a tutte le università statali di attuare immediatamente piani per il cambiamento nell'apprendimento remoto. Le attività essenziali, come i servizi di ristorazione e biblioteca, sono ancora in funzione. L'Università Internazionale della Florida di Miami ha annunciato che passerà all'apprendimento remoto dal 12 marzo almeno fino al 4 aprile. L'Università della Florida del sud a Tampa ha annunciato che tutte le classi includeranno l'istruzione a distanza per il resto del semestre della primavera 2020.

### Giochi
La maggior parte delle squadre sportive nello stato sono state colpite dall'epidemia. Molti campionati hanno rinviato o sospeso la loro stagione dal 12 marzo. La Major League Baseball (MLB) ha cancellato il resto dell'allenamento primaverile e ha annunciato che la stagione sarebbe stata rinviata a tempo indeterminato. La National Basketball Association ha annunciato che la stagione sarà sospesa per 30 giorni, influenzando i Miami Heat e gli Orlando Magic. La stagione della National Hockey League è stata sospesa a tempo indeterminato, influenzando le Florida Panthers e l'illuminazione di Tampa Bay.
La National Collegiate Athletic Association ha cancellato tutti i tornei invernali e primaverili, compresi i tornei di basket maschile e femminile di divisione, che interessano i college e le università di tutto lo stato. Il 16 marzo, la National Junior College Athletic Association ha annullato la stagione invernale così come il resto della stagione primaverile.